# Форест-Гіллс (Північна Кароліна)
Форест-Гіллс (англ. Forest Hills) — селище (англ. village) в США, в окрузі Джексон штату Північна Кароліна. Населення — 303 особи (2020).

## Географія
Форест-Гіллс розташований за координатами 35°17′45″ пн. ш. 83°11′44″ зх. д. / 35.29583° пн. ш. 83.19556° зх. д. (35.295759, -83.195423).  За даними Бюро перепису населення США в 2010 році селище мало площу 1,28 км², уся площа — суходіл.

## Демографія
Згідно з переписом 2010 року, у селищі мешкало 365 осіб у 201 домогосподарстві у складі 78 родин. Густота населення становила 284 особи/км².  Було 226 помешкань (176/км²).
Расовий склад населення:
| - 92,1 % — білих - 4,1 % — чорних або афроамериканців - 0,8 % — азіатів - 0,5 % — корінних американців - 1,4 % — осіб інших рас |

До двох чи більше рас належало 1,1 %. Частка іспаномовних становила 4,9 % від усіх жителів.
За віковим діапазоном населення розподілялося таким чином: 9,9 % — особи молодші 18 років, 67,4 % — особи у віці 18—64 років, 22,7 % — особи у віці 65 років та старші. Медіана віку мешканця становила 43,9 року. На 100 осіб жіночої статі у селищі припадало 114,7 чоловіків;  на 100 жінок у віці від 18 років та старших — 110,9 чоловіків також старших 18 років.
Середній дохід на одне домашнє господарство  становив 65 054 долари США (медіана — 66 250), а середній дохід на одну сім'ю — 90 052 долари (медіана — 91 875). За межею бідності перебувало 24,7 % осіб, у тому числі 0,0 % дітей у віці до 18 років та 0,0 % осіб у віці 65 років та старших.
Цивільне працевлаштоване населення становило 201 особа. Основні галузі зайнятості: освіта, охорона здоров'я та соціальна допомога — 60,2 %, мистецтво, розваги та відпочинок — 17,9 %, роздрібна торгівля — 12,4 %.